# Manuel Seco Reymundo
Manuel Seco Reymundo (Madrid, 20 de setembre de 1928 - 16 desembre 2021) va ser un lexicògraf, filòleg i lingüista espanyol, membre de la Reial Acadèmia Espanyola. Va ser autor de dues obres cabdals de la lexicografia de la llengua castellana i el seu ús, el Diccionario de dudas y dificultades de la lengua española i el Diccionario del español actual.

## Biografia
Fill de Rafael Seco, professor de la Universitat de Madrid i autor del Manual de gramática española publicat el 1930, amb reedicions del seu fill (encara un nen quan aquell va morir el 1933) el 1954 i 1988. Va passar dos anys de la guerra civil a Southampton (Gran Bretanya), familiaritzant-se amb la llengua anglesa.
El 1952 es va llicenciar en Filologia Romànica per la Universitat Central, doctorant-se el 1969. Catedràtic, per oposició, de Llengua i Literatura Espanyoles d'instituts d'ensenyament mitjà el 1960, va exercir en centres d'Àvila, Guadalajara i Madrid. Acadèmic des del 5 d'abril de 1979, va prendre possessió el 23 de novembre de 1980 ocupant la cadira corresponent a la lletra A. Va ser director del departament de Lexicografia de la Reial Acadèmia Espanyola entre els anys 1981 i 1993, així com del seu diccionari històric. Al setembre de 2008 al III Congrés de Lexicografia Hispànica, celebrat a Màlaga, se li va tributar un homenatge en reconeixement de la seva labor lexicogràfica. Era autor d'una extensa bibliografia, de la qual poden destacar-se el Diccionario de dudas y dificultades de la lengua española i el Diccionario histórico de la lengua española, obra conjunta amb Rafael Lapesa, Julio Casares i Vicente García de Diego i el Diccionario del español actual. Especialitzat en lexicografia i gramàtica, on defensa el corrent tradicional i un enfocament didàctic de la llengua espanyola, basat en l'ús (per això els seus diccionaris acostumen a portar junt a les definicions frases de context per aclarir el significat en una utilització real).
Casat i pare de quatre fills, al costat de la informació sobre l'erudit, cal donar una breu nota del seu perfil humà la personalitat del qual, en paraules del mateix Seco, podria resumir-se en aquest paràgraf extret d'una entrevista:
| « | "... El Diccionario de la RAE —citando a Larra— tiene «la misma autoridad que todo el que tiene razón, cuando él la tiene». En algunos aspectos la Academia se toma una libertad discutible y discutida. Las normas se introdujeron sin consultar a los académicos, lo hizo una comisión. Aunque luego lo tenemos que suscribir todos, yo soy inocente... Tendría que haber llevado a la Academia a los tribunales." | » |

## Obres
- Gramática esencial del español: introducción al estudio de la lengua (1972)
- Manual de gramática española (1973)
- Diccionario de dudas y dificultades de la lengua española (1986)
- Estudios de lexicografía española (1987)
- Vox diccionario manual ilustrado de la lengua española (1991)
- La lengua española, hoy (1995)
- Diccionario del español actual (1999) y Diccionario abreviado del español actual (2000), con Olimpia Andrés y Gabino Ramos.
- Metodología de la lengua y literatura españolas en el Bachillerato (2002)
- Diccionario de dudas y dificultades (2002) tomos 3y 4 de Biblioteca de la lengua
- Gramática esencial del español / I. La lengua II.Los sonidos II.Las frases y las palabras (2002) tomo 6 de Biblioteca de la Lengua
- Gramática esencial del español / III. Las frases y las palabras (contiuación) IV. El uso (2002) tomo 7 de Biblioteca de la lengua
- Diccionario fraseológico documentado del español actual (2004)
- Diccionario de dudas de la Reial Acadèmia Espanyola (1999)